# كمربن (تشلاو)
کمربن (بالفارسية: کمربن) هي قرية تقع في إيران في مازندران. يقدر عدد سكانها بـ 24 نسمة .